# Refugiehuis ('s-Hertogenbosch)
Het Refugiehuis te 's-Hertogenbosch (ofwel Refugiehuis van Sint Geertruid) is gelegen aan de Spinhuiswal/Sint Jorisstraat, en is een bouwwerk van begin 16e eeuw.  De opdrachtgever was Petrus Was van de Sint-Geertrui-abdij uit Leuven. Een refugiehuis was voor kloosterlingen uit de abdij een toevluchtsoord in tijden van oorlog of andere onrust, bijvoorbeeld wanneer de Gelderse legeraanvoerder Maarten van Rossum aanviel. Meerdere kloosters in ‘s-Hertogenbosch hadden een dergelijk refugiehuis.
Na het Beleg van 's-Hertogenbosch in 1629 diende de kloosterlingen de stad te verlaten en werd hun bezit geconfisqueerd. Het Refugiehuis bleef daarentegen in handen van de abdij van Leuven, aangezien Leuven inmiddels in het buitenland lag. Pas in 1767, anderhalve eeuw later werd de abdij verkocht. In 1794 is nog een pand gelegen aan de Sint Jorisstraat behorend bij het complex, na bombardement van de Fransen geheel afgebrand.
Daarna kreeg het Refugiehuis verschillende bestemmingen. Zo werd het in de negentiende eeuw lange tijd een drukkerij. Na de Tweede Wereldoorlog kwam het in handen van de gemeente, en kreeg het verschillende huurders zoals: de Sociale dienst, een muziekschool en de Open Universiteit.